# Robert Lyne
Robert Francis Lyne (ur. 2 kwietnia 1885 w Newport, zm. 13 kwietnia 1957 w Clifton) – walijski hokeista na trawie. Brązowy medalista olimpijski z Londynu (1908).
Na igrzyska olimpijskie został powołany jako zawodnik klubu Newport Hockey Club. Wystąpił na nich jako zawodnik z linii pomocy.
Grał w jedynym meczu, jaki Walijczycy rozegrali w turnieju. 30 października 1908 w meczu półfinałowym, Walijczycy zmierzyli się z Irlandczykami. Walia przegrała 1-3, tym samym odpadając z turnieju. Pokonani w półfinałach mieli jednak zagwarantowany brązowy medal olimpijski, bowiem nie rozgrywano meczu o trzecie miejsce (medale zdobyły wszystkie cztery drużyny z Wielkiej Brytanii (Anglia, Irlandia, Szkocja i Walia), jednak wszystkie przypisywane są Zjednoczonemu Królestwu). Lyne gola jednak nie strzelił.